# 東立地產
東立地產有限公司（英語：Orion Land Limited）是一家香港地產發展商。

## 主要項目

### 自身品牌發展項目
- 發展中 - 油麻地德昌里項目
- 2023年 - 赤柱的「SOLACE」[2]
- 2021年 - 壽臣山「南天第 ANSALDO」[3]

### 過往投資的部份項目
- 廣州市「西門口廣場」第二期
- 中國四川省成都市「中環廣場」

## 連結
- 東立地產網站 （页面存档备份，存于）